# Ночи и дни
«Ночи и дни» (пол. Noce i dnie; Польша, 1975) — художественный фильм Ежи Антчака. Адаптация романа Марии Домбровской. Сага о двух поколениях польской семьи Нехцицов на рубеже XIX и XX веков. Премьера фильма состоялась 22 сентября 1975 года. В дополнение к кинематографической версии был сделан телесериал (12 серий) с тем же названием, завершённый в 1977 году (премьера 26 февраля 1978 года).

## Сюжет
В картине рассказывается о двух поколениях семьи Нехцицов, показанной на фоне трансформации польского общества в 1865—1914 годах. Во время бегства населения из оккупированного немцами во время Первой мировой войны и сожжённого г. Калинец Барбара Нехциц (Ядвига Бараньская) во время поездки на повозке старого еврея Шимшеля, её знакомого, вспоминает свою жизнь: то, как она встретила свою неразделённую любовь в лице Юзефа Толибоского (Кароль Страсбургер); брак с Богумилом Нехцицом (Ежи Бинчицкий), человеком, полным энергии; тяготы построения совместной жизни в Сербиново; большое имение, которым её муж управлял после смерти своего первого ребёнка; рождение следующего ребёнка; проблемы с воспитанием её сына Томаса (Казимеж Мазур); её желание уйти от мужа; романы Богумила; продажу Сербиново; болезнь и смерть мужа.

## О фильме
Экранизация тетралогии Марии Домбровской «Ночи и дни» — один из крупнейших проектов польского кинематографа конца 1970-х. Режиссёр картины Ежи Антчак потратил три года на написание сценария картины и ещё два года на съемки. В фильме приняли участие несколько сот актёров и тысячи статистов. На территории села Серочин (недалеко от Варшавы), специально для съемок был создан целый комплекс, воссоздающий поместье семьи Нехцицов.
В 1975 году состоялась большая кинопремьера фильма, а в 1977 «Ночи и дни» были показаны в расширенном формате телесериала.
- 1-я серия — Bogumił i Barbara.
- 2-я серия — Piotruś i Teresa.
- 3-я серия — Babcia.
- 4-я серия — Wieczne zmartwienia.
- 5-я серия — Uśmiech losu.
- 6-я серия — Miłość.
- 7-я серия — Wiatr w oczy.
- 8-я серия — Czas miłości i czas śmierci.
- 9-я серия — Ojcowie i dzieci.
- 10-я серия — Rodzimy się, umieramy, a życia wciąż wystarcza.
- 11-я серия — U schyłku dnia.
- 12-я серия — A potem nastąpi noc.

## В ролях
- Ядвига Бараньская — Барбара Нехциц
- Ежи Бинчицкий — Богумил Нехциц
- Хенрик Боровский — Клеменс Клицкий
- Эмир Бучацкий — Люцьян Коцелло
- Станислава Целиньская — Агнешка Нехциц
- Владислав Ханьча — Ян Лада
- Збигнев Кочанович — Шимшель
- Ежи Камас — Даниэль Остшеньский
- Илона Кусьмерская — Эмилия Нехциц
- Барбара Людвижанка — Ядвига Остшеньская
- Ольгерд Лукашевич — Януш Остшеньский
- Казимеж Мазур — Томаш Нехциц
- Здзислав Мрожевский — Леон Войнаровский
- Казимеж Опалиньский — Иоахим Остшеньский
- Барбара Рахвальская — Юлька, служанка Нехцицов
- Анджей Северин — Анзельм Остшеньский
- Александер Севрук — доктор Веттлер
- Эльжбета Старостецкая — Тереза Остшеньская-Коцелло
- Кароль Страсбургер — Юзеф Толибоский
- Анджей Щепковский — Вацлав Хольшанский
- Янина Трачикувна — Михалина Остшеньская
- Беата Тышкевич — Стефания Хольшаньская
- Анджей Красицкий — Хиполит Нехциц
- Марек Вальчевский — Даленецкий, владелец поместья в Сербинове
- Эва Далковская — Олеся Хроботувна
- Эльжбета Каркошка — Магда Климецкая
- Богуслав Сохнацкий — Роман Кательба
- Ян Энглерт — Марцин Снядовский
- Александер Фогель — ксёндз Крыяк
- Данута Водыньская — Климецкая
- Ванда Лучицкая — Аркушова
- Януш Зеевский — Валентий
- Ирена Ковнас — Фелиция, повариха в Сербинове
- Цезары Юльский — Антони Калужны, крестьянин в Сербинове
- Людвик Бенуа — Йозафат, крестьянин в Сербинове
- Тадеуш Фиевский — Лучак, крестьянин в Сербинове
- Тереса Липовская — Стаха Лучакувна
- Януш Палюшкевич — Банасяк, крестьянин в Сербинове
- Теодор Гендера — крестьянин в Сербинове
- Ядвига Курылюк — Людвичка, служанка в Кремпе
- Михал Грудзинский — повстанец
- Хенрик Лапиньский — гость на балу
- Алиция Яхевич — женщина в опере

## Съёмочная группа
- Режиссёр: Ежи Антчак
- Оператор: Станислав Лот
- Композитор: Вальдемар Казанецкий
- Сценаристы: Ежи Антчак, Мария Домбровская (роман)

## Награды и номинации
- Оскар, 1977 год. Номинации (1): Лучший фильм на иностранном языке — «Польша».
- Берлинский кинофестиваль, 1976 год. Победитель (2): Серебряный медведь за лучшую женскую роль (Ядвига Бараньская).
- Премия международного союза кинокритиков (UNICRIT). Номинации (1): Золотой медведь.